# Didemnum leopardi
Didemnum leopardi är en sjöpungsart som beskrevs av Monniot 200. Didemnum leopardi ingår i släktet Didemnum och familjen Didemnidae. Inga underarter finns listade i Catalogue of Life.